# Parafia Miłosierdzia Bożego w Przemkowie
Parafia Miłosierdzia Bożego w Przemkowie – rzymskokatolicka parafia, położona w dekanacie Szprotawa, diecezji zielonogórsko-gorzowskiej, metropolii szczecińsko-kamieńskiej w Polsce, erygowana 26 listopada 1989.